# Hellofatester
Hellofatester è il terzo album in studio del gruppo musicale finlandese Rasmus, pubblicato nel 1998 dalla Warner Music Finland.

## Tracce
1. Every Day – 3:18
2. Dirty Moose – 3:26
3. Swimming with the Kids – 3:55
4. Man in the Street – 3:33
5. Tonight Tonight – 2:03
6. City of the Dead – 3:22
7. Liquid – 4:18
8. Pa-Pa – 2:15
9. Vibe – 2:50
10. Help Me Sing – 3:24
11. Tempo – 4:49

## Formazione
- Lauri Ylönen – voce
- Pauli Rantasalmi – chitarra
- Eero Heinonen – basso
- Janne Heiskanen – batteria